# Отрис
 Тази статия е за планината.  За железопътния тунел вижте Отрис (тунел).  
Отрис (на гръцки: Όθρυς) е планина в Гърция на границата между Тесалия на север и Централна Гърция на юг.  Заема североизточната част на ном Фтиотида и южната част на ном Магнезия.

## Физикогеографски характеристики
Максимална височина – връх Гераковуни (Гюзи) – 1725 m. Дължина от запад на изток около 50 km, ширина от север на юг до 25 km. Северните ѝ склонове постепенно потъват в Тесалийската равнина, а южните стръмно се спускат към долината на река Сперхей и залива Малиакос. На североизток достига до бреговете на залива Пагаситикос, а на запад чрез ниска седловина се свързва с източните разклониния на планинската система Пинд. Изградена е от кристалинни скали, препокрити на запад от пясъчници, шисти и варовици. От нея води началото си река Енипей, десен приток на Пеней. Склоновете ѝ са обрасли с храстова растителност и отделни малки дъбови горички, а над 1000 m – от смърч. През зимата високите ѝ части се използват за пасища. В южното ѝ подножие е разположен град Ламия, а западната ѝ ниска част се пресича от шосето Ламия – Лариса. По източното и южното ѝ подножие преминава участък от автомагистралата Солун – Атина. Под планината са прокопани два тунела – на железопътна линия Пирея – Солун и на автомагистрала А3 (Гърция), свързваща Ламия с Егнатия Одос покрай Каламбака и Метеора. 
Планината е обявена за парк. 

## История
В древногръцката митология Отрис е планината на титаните които водят битката на титаните с олимпийските богове. Титаните живеещи в планината са нападнати от древногръцките богове, водени от Зевс. По-късно Зевс сваля баща си от власт и започва да властва и на небето и на земята.